# Maues
Maues (ΜΑΥΟΥ Mauou, r. 85-60 TCN) là một vị vua của người Ấn-Scythia, những người đã xâm chiếm các vùng đất của người Ấn-Hy Lạp.

## Người chinh phục Gandhara
Maues đã đặt kinh đô của ông ở Sirkap và đúc hầu hết của tiền xu của mình ở Taxila. Tuy nhiên Maues cũng đã không cố gắng để chinh phục các vùng lãnh thổ Punjab của người Ấn-Hy Lạp nằm ở phía đông Jhelum, mà vẫn dưới sự kiểm soát của người Hy Lạp. Sau khi ông mất, người Ấn-Hy Lạp đã giành lại hầu hết lãnh thổ của họ.
Maues chủ yếu được biết đến thông qua những đồng tiền của ông. Ông đã tự cho mình là người đại diện của các vị thần Hy Lạp và Ấn Độ, và sử dụng tiếng Hy Lạp và Kharoshti trong các truyền thuyết trên tiền xu.

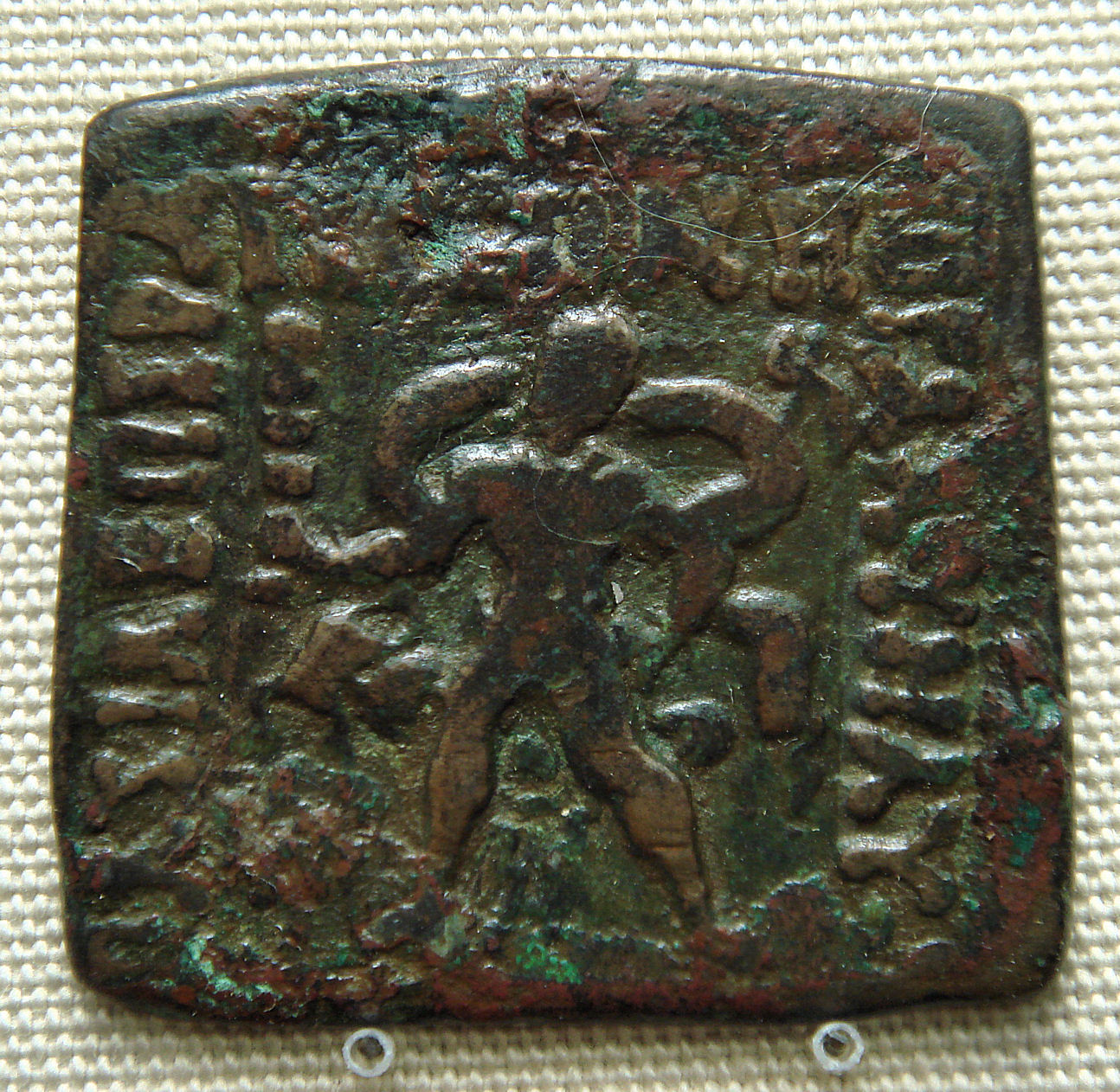
Tiền xu của Maues miêu tả Balarama, thế kỉ 1 TCN. Bảo tàng Anh Quốc.

Điều này có xu hướng cho thấy một mức độ tôn trọng đối với nền văn hóa Hy Lạp và một mong muốn đồng hóa nó, chứ không phải là tiêu diệt nó. Maues có thể đã cai trị vùng lãnh thổ của ông chinh phục dựa trên sức mạnh quân sự của mình, nhưng mặt khác đã duy trì việc chung sống với các cộng đồng địa phương, Hy Lạp và Ấn Độ. Người ta cho rằng Maues có thể có được một vị tướng Scythia được tuyển mộ bởi các vị vua Ấn-Hy Lạp, ông đã có một thời gian ngắn chiếm đoạt quyền lực, trước khi các vị vua Ấn-Hy Lạp cố gắng để đoạt lại.
Maues đã lấy tiêu đề "Đại Vương của các vị vua", một phiên bản phóng đại từ một tiêu đề truyền thống của hoàng gia Ba Tư.
Một dòng chữ mà được biết là đã đề cập đến Maues (thường được gọi là "dòng chữ Moga", và bắt đầu với:
"Trong năm thứ bảy mươi tám, 78, năm của Đại Vương, Đại Moga, ngày thứ năm, 5, ngày của tháng Panemos, vào ngày đầu tiên này, của Kshaharata và Kshatrapa của Chukhsa - Liaka Kusuluka theo tên con trai của ông Patika- trong thị trấn Takshasila... "
Maues phát hành những đồng tiền chung đề cập đến một nữ hoàng Machene("ΜΑΧΗΝΗ"). Machene có thể là được một con gái của một trong những triều đại Ấn-Hy Lạp.
Một vị vua Ấn -Hy Lạp, Artemidoros cũng đã ban hành đồng tiền mà ông mô tả mình là "Con của Maues".

## Maues và Phật giáo

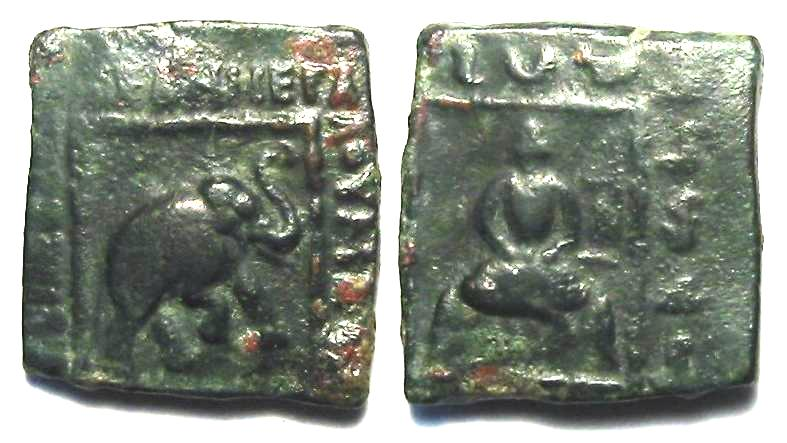
Ấn Độn-standard coin of King Maues. The obverse shows a rejoicing elephant holding a wreath, symbol of victory. The Greek legend reads ΒΑΣΙΛΕΩΣ ΒΑΣΙΛΕΩΝ ΜΕΓΑΛΟΥ ΜΑΥΟΥ (Great King of Kings Maues). The reverse shows a seated king, or possibly Buddha. Kharoshthi legend: RAJATIRAJASA MAHATASA MOASA (Great King of Kings Maues).

Vài trong số những đồng tiền của Maues, được đúc theo tiêu chuẩn vuông của Ấn Độ, dường như mô tả một vị vua trong tư thế ngồi bắt chéo chân. Điều này có thể tượng trưng cho chính bản thân Maues, hoặc có thể là một trong những vị thần của ông. Người ta cho rằng điều này cũng có thể là một trong những sự hiện diện đầu tiên của Đức Phật trên một đồng xu, trong một khu vực nơi mà Phật giáo đã hưng thịnh vào thời điểm đó.
Ngoài ra, Maues đã đúc một số tiền kim loại kết hợp biểu tượng Phật giáo, chẳng hạn như con sư tử, biểu tượng của Phật giáo từ thời vua Maurya Ashoka.
Biểu tượng của sư tử cũng đã được chấp nhận bởi vị vua Phật giáo của Ấn-Hy Lạp vua Menander II. Maues do đó có thể đã ủng hộ Phật giáo, so thể là sự chân thành hoặc vì động cơ chính trị không rõ ràng. Tiền xu của ông cũng bao gồm một loạt các biểu tượng tôn giáo khác như bò của Shiva, cho thấy sự khoan dung tôn giáo rộng rãi.
| Preceded by: (Ở Arachosia, Gandhara và Punjab) Vua Ấn-Hy Lạp Archebios (In Paropamisade) Vua Ấn-Hy Lạp Hermaeus | Vua Ấn-Scythia (85–60 TCN) | Succeeded by: (ở Gandhara) Vua Ấn-Hy Lạp: Artemidoros (Ở Punjab) Vua Ấn-Hy Lạp: Apollodotus II (ở phía nam) Vua Ấn-Scythia: Vonones |